# Boxning

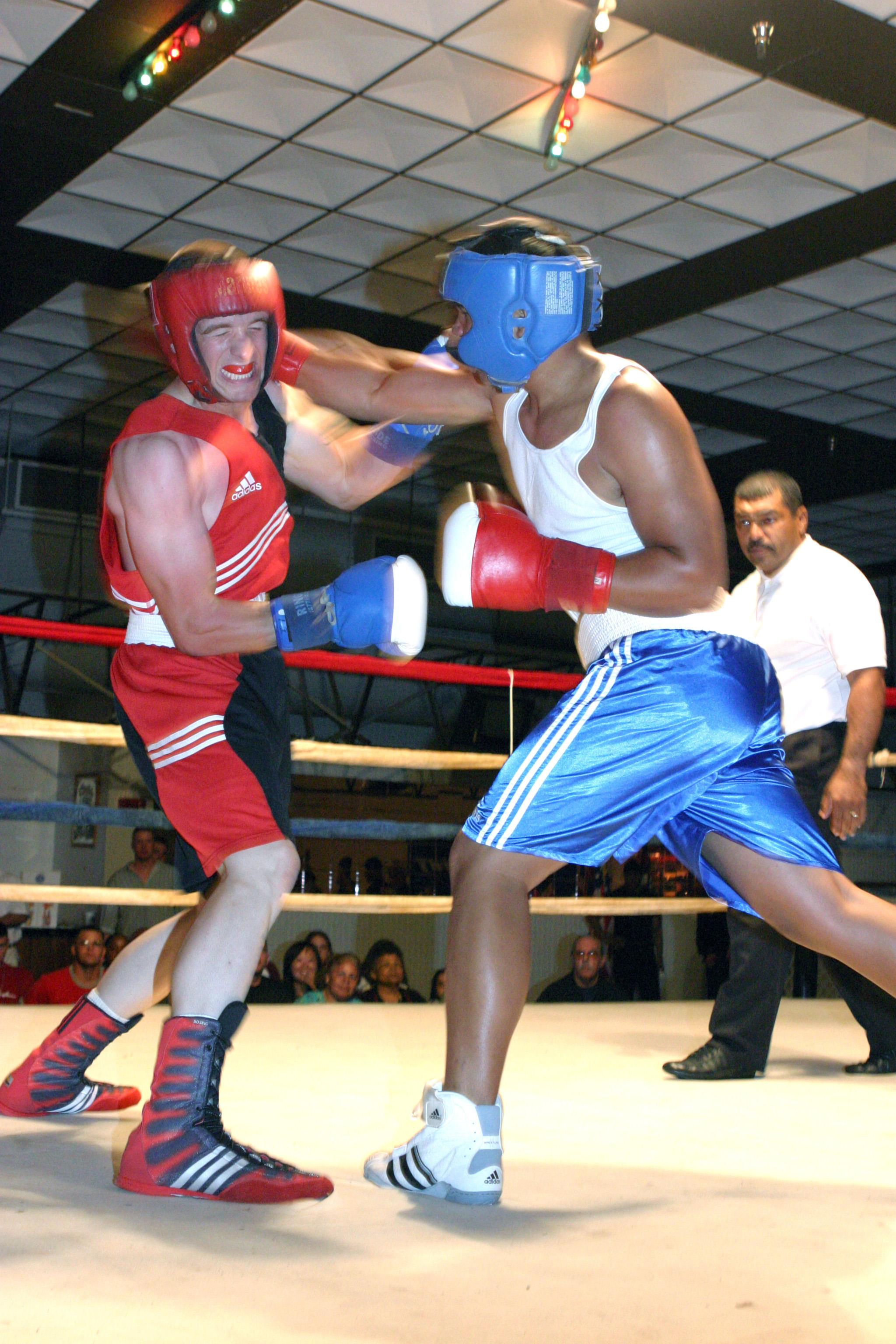
Amatörboxningsmatch

Boxning är en kampsport där två personer tävlar i styrka, snabbhet, reflexer (tajming och känsla), uthållighet och vilja genom att slå varandra med särskilda vadderade handskar inuti en kvadratisk upphöjd ring. Sporten övervakas av en domare i ronder som varar tre minuter. Resultatet avgörs när den ene tävlanden bedöms vara oförmögen att fortsätta, diskvalificeras, ger upp eller utnämns till vinnare av en panel av domare efter matchen.
Amatörboxning är en olympisk sport och en fast gren i de flesta internationella sporttävlingar. Sporten har även ett eget världsmästerskap. Detta till skillnad från professionell boxning, som i många sammanhang inte är tillåten.

## Regler
Boxningens regler baseras på de så kallade Queensberryreglerna. En proffsboxningsmatch består av mellan 4 och 12 ronder där varje rond är 3 minuter med 1 minut vila mellan varje rond. Det finns tre sätt att vinna en match på: poäng, teknisk knock-out och knock-out.
Knockout innebär att boxaren blir träffad av ett slag mot huvudet eller kroppen och är oförmögen att fortsätta boxas efter att domaren räknat till 10 (domaren räknar tiden i sekunder). Knockout är detsamma som förlust. Vissa boxningsförbund använder sig av en så kallad stående räkning som domaren kan tillämpa om han anser att boxaren hamnar i underläge och domaren räknar för att på så vis avgöra om boxaren är kapabel att fortsätta matchen eller ej. I vissa matcher kan boxaren räddas av gonggongen och i andra matcher har man en så kallad 3 knockdown rule, vilket betyder att om domaren räknar tre gånger i en och samma rond över en boxare så har boxaren förlorat matchen. 
Teknisk knockout, TKO, kallas det när domaren bryter matchen trots att en boxare inte nödvändigtvis blivit golvad. Detta kan han göra om exempelvis en av boxarna är försvarslös, får ett oläkbart cut, diskas för skallning, låga slag, och så vidare. Det finns tre poängdomare som delar ut poäng efter varje rond. Dessa poäng hålls dock hemliga tills matchen är klar. Vinnaren av varje rond får 10 poäng och förloraren får då mindre, vanligtvis 9 poäng, ibland dock mindre beroende på om någon räkning inträffat under ronden.

### Poängräkning proffsboxning
En match vinns:
1. på poäng, utdelade av tre poängdomare.
2. på knock out, där den ene tävlande slås till marken, och inte förmår resa sig.
3. på teknisk knock out, som tillkommer efter sammanlagt tre nedslagningar eller då en boxare är för underlägsen och inte slår tillbaka.
4. på grund av skada, där domaren bedömer att en boxarens skada har för stor inverkan på boxarens förmåga att boxas och därför stoppar matchen.
5. på uppgivet, någon av sekonderna kastar in handduken.
6. seger genom diskvalifikation. Om en boxare diskvalificeras skall hans motståndare förklaras som segrare.
7. seger genom Walk Over. När en boxare infinner sig i ringen klar för match men hans motståndare inte infinner sig, skall seger tilldelas boxaren som är i ringen och klar för match.

### Viktklasser
Boxare delas in i viktklasser beroende på boxarens vikt, så en mindre boxare inte behöver möta en större motståndare. Viktklass är en indelningsklass baserad på vikt i sporter som boxning, brottning och tyngdlyftning. Indelningen och antalet viktklasser har ändrats med åren. Till en början fanns det bara 8 viktklasser, men nu finns det 17 viktklasser.
| Viktklass          | Min. vikt (kg) | Max. vikt (kg) |
| ------------------ | -------------- | -------------- |
| 48 Lätt flugvikt   |                | 48,00          |
| 51 Flugvikt        | 48,01          | 51,00          |
| 54 Bantamvikt      | 51,01          | 54,00          |
| 57 Fjädervikt      | 54,01          | 57,00          |
| 60 Lättvikt        | 57,01          | 60,00          |
| 64 Lätt weltervikt | 60,01          | 64,00          |
| 69 Weltervikt      | 64,01          | 69,00          |
| 75 Mellanvikt      | 69,01          | 75,00          |
| 81 Lätt tungvikt   | 75,01          | 81,00          |
| 91 Tungvikt        | 81,01          | 91,00          |
| 91 Supertungvikt   | 91,01          |                |

| Viktklass          | Min. vikt (kg) | Max. vikt (kg) |
| ------------------ | -------------- | -------------- |
| 46 ”Pin”-vikt      |                | 46,00          |
| 48 Lätt flugvikt   | 46,01          | 48,00          |
| 50 Flugvikt        | 48,01          | 50,00          |
| 52 Lätt bantamvikt | 50,01          | 52,00          |
| 54 Bantamvikt      | 52,01          | 54,00          |
| 57 Fjädervikt      | 54,01          | 57,00          |
| 60 Lättvikt        | 57,01          | 60,00          |
| 63 Lätt weltervikt | 60,01          | 63,00          |
| 66 Weltervikt      | 63,01          | 66,00          |
| 70 Lätt mellanvikt | 66,01          | 70,00          |
| 75 Mellanvikt      | 70,01          | 75,00          |
| 80 Lätt tungvikt   | 75,01          | 80,00          |
| 86 Tungvikt        | 80,01          | 86,00          |

Vid svenska tävlingar förekommer även viktklassen 86+ kg.

### Olika typer av slag
1. Rak vänster/Jabb / Snabbt, effektivt avståndsmätande och markerande slag med främre hand (vänster hand är främre för ortodox boxare). *Arm beroende på avståndet till motståndaren.
2. Rak höger. Ska vara snabbt och explosivt. Kommer som regel direkt efter rak vänster. Kroppsvikten flyttas över till främre foten då slaget når sitt mål.
3. Högerkrok/Right Hook / Svingande hårt slag mot huvud eller kropp, långsammare än (*jabb) *Höger arm böjd.
4. Vänsterkrok/Left Hook / Svingande hårt slag mot huvud eller kropp, långsammare än (*jabb) *Vänster arm böjd
5. Höger uppercut / Underifrån upp mot huvud eller kropp. Arm beroende på avståndet till motståndaren.
6. Vänster uppercut / Underifrån-uppåt mot huvud eller kropp. Arm beroende på avståndet till motståndaren.

## Amatör- och proffsboxning
I många sammanhang är professionell boxning inte tillåten, bland annat i Olympiska spelen och i vissa länder, bland annat Kuba och Norge. I Sverige var professionell boxning förbjuden 1970-2006, men man fick endast gå 4 ronder (12 minuter). Den 19 september 2015 tilläts Erik Skoglund en match om 12 ronder, i och med det blev proffsboxning tillåten på allvar i Sverige igen.

## Träning
Boxercise (från engelskans boxing och exercise) är boxning i träningsform där man jobbar parvis med handskar och pads. I träningen görs inga slag mot personerna.

## Historik

### Allmän historik
Boxningen brukar anses ha sitt ursprung i det antika Grekland, även om knytnävskamp förekommit i en mängd kulturer runt om i världen, och är känd bland annat i Induskulturen och Gamla riket i Egypten. En boxare med handskar finns avbildad på en grekisk väggmålning från 1.500 f. Kr.
Boxning (i formen pygmachia) infördes i den 23:e olympiaden år 688 f.Kr.. Vergilius lämnar en detaljerad redogörelse för den antika boxningen, på hans tid utfördes boxningen med händer och handleder omlindande med hårda lärremmar, vilka senare hos romarna förstärktes med läder- och metallplattor för att ge ökad kraft i slaget. Boxarna kämpade nakna och gneds in i olja. Vid träning bar de tunna handskar och var utrustade med öronskydd, vilket har antagit berodde på att man då mer boxades med slag än raka stötar.
Efter romarrikets fall föll boxningen ur modet i Europa men återuppstod i England i början av 1700-talet och kom därefter att spridas även till kolonierna i det som senare blev USA.
Den "moderna" boxningen föddes när de så kallade Queensberryreglerna utformades år 1867, och genom det 1884 bildade brittiska amatörboxningsförbundet kom de att få spridning inom boxningen. Reglerna har justerats i vissa avseenden sedan dess (till exempel boxning med handskar) men är i stora drag desamma i nutid. År 1904 blev boxning olympisk sport. Under 1910-talet började boxningen sprida sig utanför Storbritannien och USA och efter andra världskriget kom dess stora internationella genombrott.
Boxning med handskar introducerades i slutet av 1800-talet. På den tiden varade matcherna i stort sett tills ena boxaren knockades eller gav upp. Femtonronders matcher i mästerskapsmatcher för proffs infördes i slutet av 1920-talet. Sedan slutet av 1980-talet är 12 ronder maximala antalet ronder som en match varar.
Från slutet av 1960-talet och fram till nutid har organisationen av den professionella boxningen blivit alltmer kaotisk på internationell nivå med ett ständigt antal ökande sinsemellan konkurrerande boxningsförbund. Vid sidan av de tre stora förbunden -WBC, WBA och IBF finns ytterligare ett antal mindre förbund. Detta har försvårat att avgöra vem som är den "riktige" världsmästaren i respektive viktklass. Även antalet viktklasser har ökat från åtta stycken på 1950-talet till 17 stycken i nutid.
Boxningsbibeln The Ring Magazine räknar oftast bara WBC, WBA och IBF-titlarna som "riktiga" VM-titlar. The Ring brukar också utse den bäste mästaren av dessa i respektive viktklass och den boxaren brukar allmänt accepteras som den "riktige" världsmästaren av boxningsvänner.
På amatörnivå är organisationen bättre med endast ett förbund på global nivå. Antalet viktklasser för amatörer är 12 och amatörboxningen har fortfarande en självklar plats i OS. Amatörboxarna boxas alltid med huvudskydd och aldrig med bar överkropp. På senare år har även damboxning blivit allt populärare. Till skillnad från de professionella herrarna boxas damerna inte i bar överkropp och varje rond är två istället för tre minuter. Sverige har i början av 2000-talet varit en framstående nation i boxning på damsidan. 

### Historik i Sverige
Den "moderna" boxningen introducerades troligtvis i Sverige under 1880-talet, då engelska militärer var på besök i Stockholm och Göteborg med uppvisningar i gymnastik, fäktning och boxning. Drygt tio år senare följer en rad uppvisningar och demonstrationer i landet. Under tidigt 1900-tal var atletik och kraftsport på modet, som bedrevs i olika atletklubbar i de större städerna Malmö, Göteborg och Stockholm. Utövarna i dessa klubbar var snabba med att intressera sig för boxning och från denna miljö kom en första generation boxare. Till de mer kända boxarna ur denna generation var Calle Sven, Oscar "Bellis" Carlsson, Frasse Wallin, Ragge Holmberg och John Nilsson. 
Viktor Balck började år 1905 att engagera sig för att Sverige skulle tävla i boxning i Olympiska sommarspelen 1908 som kom att äga rum i London och därför fick Charles Allum ett kontrakt att träna fram boxare till det. Sverige kom aldrig att delta i boxning 1908, men Allums insats var ändock viktig för boxningens framväxt i Sverige. Vidare gjorde även Viking Cronholm ett gott arbete för att popularisera boxningen i Sverige från år 1907 och framåt, då han kom tillbaka till Sverige efter tid utomlands, och han drev bland annat ett eget boxningsinstitut och lärde ut boxning. Boxning vid den här tiden var en klassfråga och de som började boxas tillhörde arbetarklassen och hade ofta fysiskt krävande arbeten.
I april 1919 bildades det ett svenskt förbund för amatörboxning med namnet Svenska boxningsförbundet (SBF). IF Linnéa var med och bildade SBF. Det hade börjat med boxning år 1912 och är idag Sveriges äldsta boxningsklubb, även om den inte var den första.
Fram till år 1923 var gränserna mellan professionella utövare och amatörer flytande, då Allmänna Boxningssällskapet (ABS) startade sin verksamhet. År 1920 arrangerades första amatör-SM, där också några professionella boxare deltog. Efter att flugviktaren Erik Hultberg hade dött år 1919 i Solna i samband med en professionell boxningsmatch infördes ett regelrätt förbud mot professionell boxning i Stockholm. Syftet med ABS var att kringgå det förbudet och idén var att boxas i ett slutet sällskap. För att kunna köpa en biljett till en match, behövdes det först sökas inträde i sällskapet. Skaparen av ABS var Hjalmar "Hjalle Palton" Palmqvist, som var promotor och manager.
Vidare blev boxningen under 1920-talet populär i breda lager i Sverige och det hängde ihop med den svenske boxaren Harry Perssons framgångar. Han blev den svenska idrottens förste riksbekante folkhjälte och åren innan han blev professionell boxare utomlands var han amatörboxare i Sverige. Professionell boxning var i Sverige en tvistefråga under de decennier som följde och år 1970 kom det att totalförbjudas i hela Sverige, vilket kom att gälla som tidigare nämnt till år 2006, då 4 ronder tilläts och 2015 då slutligen 12 ronder tilläts. 
Fram till 1990-talet hade män mer eller mindre en ledande position inom boxningssporten i Sverige. Den 19 april 1988 hade den trenden brutits för första gången och det som ses ett historiskt datum. Då möttes första gången två kvinnor i en boxningsring efter regelmässiga och bedömda förhållanden. Mötet skedde mellan Bettan Andersson för klubben Redbergslids BK och Agneta Bise för klubben BK Puma. Därnäst var 25 november 1994 ett annat historiskt datum i sammanhanget, då ett Sverigemästerskap i boxning för damer anordnades i Göteborg. Det var nämligen första gången i världen som ett nationellt boxningsmästerskap för damer ägde rum.

## VM i professionell tungviktsboxning
Tungviktsboxningen har med få undantag alltid tilldragit sig störst intresse och har därmed omsatt mycket större summor än de andra viktklasserna. Följaktligen tillhör de främsta tungviktsboxarna genom tiderna de mest kända boxningsmästarna bland gemene man. 
Den första VM-matchen i tungvikt med handskar gick 7 september 1892 mellan John L. Sullivan och Jim Corbett. Utmanaren Corbett vann i 21-a ronden. Ingemar Johansson blev i New York den 26 juni 1959 efter att ha vunnit mot Floyd Patterson den förste och hittills ende svensk som blivit världsmästare i tungvikt. Det var en titel som han innehöll i 11 månader och 24 dagar.
På grund av de konkurrerande förbunden har det liksom i alla andra viktklasser från slutet av 60-talet blivit allt svårare att avgöra vem som är den riktige mästaren. Tidvis har det rått enighet om titeln men från slutet av 70-talet har det blivit allt ovanligare. År 1960 blev Floyd Patterson den förste som lyckades återerövra tungviktstiteln efter att ha besegrat Ingemar Johansson i returmatchen. Muhammad Ali blev 1978 den förste som lyckades återta titeln en andra gång.

## Olika rekord i VM i tungvikt
- Joe Louis innehade tungviktstiteln nästan 12 år mellan 1937 och 1949, vilket är rekord för alla viktklasser. Han innehar även rekordet i antal titelförsvar i tungvikt, 25 stycken. Denna notering var även rekord för alla viktklasser ända fram till mitten av 1990-talet när Julio Cesar Chavez slog det.
- Den kortaste tiden som någon innehaft en VM-titel (oavsett viktklass) är Leon Spinks som var WBC-mästare i endast 31 dagar 1978 efter att han besegrat Muhammad Ali. WBC fråntog honom titeln på grund av att han vägrade möta Ken Norton.
- Mike Tyson är den yngste som erövrat en VM-titel i tungvikt. Han var 20 år och 5 månader när han 1986 erövrade WBC-titeln från Trevor Berbick. Den yngste "universellt" erkände mästaren är Floyd Patterson som var 21 år när han 1956 vann den vakanta titeln efter Rocky Marciano.
- Den äldste som blivit mästare är George Foreman som var 45 år när han 1994 besegrade Michael Moorer. Foreman var också fram till 2011 den äldste boxaren som erövrat en VM-titel, oavsett viktklass. (46-årige Bernard Hopkins blev då WBC-mästare i lätt tungvikt).[21]
- Rocky Marciano, Gene Tunney och Lennox Lewis är de enda som slutgiltigt dragit sig tillbaka som den riktige mästaren. Marciano är den enda som aldrig förlorade en match: 49-0 i matcher.

Anm: Vitali Klitchko drog sig tillbaka som den riktige mästaren 2006 men gjorde senare come-back, 2008 tog han WBC-titeln.
- Största publiken noterades 1926 mellan Jack Dempsey och Gene Tunney, 120 000 åskådare såg matchen som Tunney vann på poäng. Rekordet inomhus är 63 000 den 15 september 1978 i returmatchen mellan Leon Spinks och Muhammad Ali. Ali vann på poäng och återtog därmed WBA-versionen och den "riktiga" VM-titeln för andra gången.
- Den lägsta publiksiffran, 2451 åskådare, noterades 1965 mellan Muhammad Ali och Sonny Liston. Ali vann på knockout i första ronden.

### Övrigt
- Michael Spinks blev 1985 den förste som blev världsmästare i både lätt tungvikt och tungvikt. Det var första gången två bröder blev tungviktsmästare. Storebror Leon Spinks innehade titeln 1978.
- När Vitali Klitsjko vann WBC-titeln i tungvikt 2008 (fortfarande mästare) blev 2 bröder för första gången innehavare av VM-titlar i tungvikt samtidigt. Lillebror Vladimir Klitsjko innehar WBA- och IBF-titlarna samt de mindre betydelsefulla WBO- och IBO-titlarna.
- Roy Jones är den ende boxaren som erövrat VM-titlar ända från mellanvikt upp till tungvikt (vann WBA-titeln i tungvikt 2003) men han var aldrig erkänd som den "riktige" tungviktsmästaren.
- Jack Johnson (mästare 1908-15) var den förste svarte världsmästaren.
- Av alla tungviktsmästare har Deontay Wilder den högsta andelen matcher vunna på knockout. På sina 43 matcher vann han 41 på knockout, dvs. 93,18%.
- Bob Fitzimmons (Storbritannien) och mästare 1897-99 var den förste icke-amerikanen som blev mästare.
- Rocky Marciano är den tungviktsmästare med flest vinster samtidigt som han varit obesegrad. Han avslutade sin karriär 49-0.